# ブッシュウィック-武装都市-
『ブッシュウィック-武装都市-』（ブッシュウィック ぶそうとし、原題：Bushwick）は、2017年のアメリカ合衆国のアクションスリラー映画。監督はジョナサン・マイロットとキャリー・マーニオン、出演はデイヴ・バウティスタとブリタニー・スノウなど。謎の武装集団に襲われて内戦状態になったニューヨーク郊外のブッシュウィック地区を舞台にしたサバイバル映画である。

## ストーリー
ある日のこと。白人で大学院生のルーシーは彼氏のホセと、ニューヨーク・ブッシュウィックの地下鉄駅に着く。育ての親であるおばあさんに彼を紹介しようという目的であった。ところが駅に着くなりアナウンスがあり地下鉄は運行停止となり、駅構内も人っ子一人ない状態であることに気づいた。フリーズしていると火だるまになった男が地上から下りてきてどこかへ走り去る。ホセは様子を見てくるからと、ルーシーをおいて一人地上へ行くがすぐに黒焦げになって戻ってきて、ルーシーのそばで息絶える。ルーシーはまずはおばあさんの家へ行こう決心し地上へでるが、そこは市街戦の様相を呈していた。屋上からスナイプされたりとさんざんな目に遭いながら、とある建物の地下の小部屋へ逃げ込むと、そこでは二人組の無法者が室内を物色しており、ルーシーは捕らわれひどい目にあいそうになる。そこに部屋の主であり、建物の雇われ管理人でもあるスチュープが帰ってきて二人組を倒しルーシーを救う。元衛生兵のいかつい男である。彼は、何が起こっているかは分からないが妻子のいる街へ向かうという。ルーシーはおばあさんの家まで護衛を依頼し断られる。しかし一人で無謀な突進をする彼女を見ていられないスチューブはルーシーと同行することにし、銃弾の飛び交う街を二人は進む。
おばあさんの家につくと、心臓の弱かったおばあさんは既に発作で死んでいた。続いて近所に住むルーシーの妹で中南米系ぽい外見のベリンダを訪ね合流し、3人でどこへいこうか思案し一休みしていると、街を襲っている軍服姿のひとりが窓から入ってくる。これを生け捕りにして尋問すると、次のことが分かった。街を襲っている連中はテキサス州などの南部連合であり、合衆国からの独立を狙って、市民と街を人質に政府と交渉する腹づもりであるという。また、非武装地帯が近所にあり、そこから市民は脱出できるという。3人はそこを目指し、銃弾飛び交う市街をさらに進むこととする。
途中に逃げ込んだ建物で、一行は黒人のギャンググループに捕まる。彼らは、軍服軍団に抵抗する白人神父が率いる一団が近所の教会にいるので、それと共闘したいが黒人ギャングでは話を聞いてくれないため、メッセンジャーをしてくれないかとルーシーに脅迫気味に依頼してくる。妹ベリンダを人質に取られ仕方なく教会へ向かうルーシーとスチューブ。教会でリーダーをしている神父を発見するが、突如発狂し神父のくせに自殺してしまう。メッセンジャーの役目は果たせなかったが、ルーシーは教会に避難している人たちに非武装地帯のことを伝え、自分は一旦黒人ギャングとの合流場所へ向かうこととする。
合流場所のコインランドリーには人気はなかった。スチューブと休んでいるうちに彼は身の上話をする。実はスチューブの妻子はとっくに911アメリカ同時多発テロ事件で失っていること、その復讐のため海兵隊に入ったこと、テロリストを倒しても全然すっきりせず少しでも人を救える衛生兵に転向するが、結局死にゆく人を看取ることの方が多く、病んでしまい退役したこと、などである。今回の内戦といい、なぜ人は殺しあうのかと嘆く。やがてスチューブはコインランドリーのトイレへ行くが、そこには隠れていた女が先に入っており、スチューブに驚いた女は持っていた銃でスチューブを射殺してしまう。ルーシーは女を追い出し、手当のしようもなく途方に暮れる。おくれて黒人ギャングが妹ベリンダを連れて到着する。非武装地帯を目指して、ギャングは先行し、姉妹はスチューブにランドリーにあった毛布をかけ弔ってから、あとを追う。
非武装地帯近辺は武装した住民グループと軍服軍団との間で激しい市街戦となっていた。ギャングと再会したりしながら進むうち、ベリンダが脚を撃たれ倒れる。ルーシーはベリンダを引きずってあと少しと迫った非武装地帯へ駆け込みを目指すが、銃弾に倒れる。上空から二人を見下ろす視点。ルーシーは仰向けに倒れ、ベリンダは姉ルーシーにすがりついて叫んでいるがルーシーは微動だにしない。やがて数人の男に助けられながらベリンダは画面外へ退出。動かなくなったルーシーだけが残され、やがて画面はブラックアウトしていく。

## キャスト
※括弧内は日本語吹替
- スチュープ - デイヴ・バウティスタ（楠見尚己）
- ルーシー - ブリタニー・スノウ（山根舞）
- ベリンダ - アンジェリック・ザンブラーナ（宮中はるか）
- JP - ジェレミー・ハリス（英語版）
- マー - マイラ・ルクレシア・テイラー（ニケライ・ファラナーゼ）
- ブリューワー中尉 - アレックス・ブロー
- ホセ - アルトゥーロ・カストロ（吉田健司）

## 製作
2015年3月4日にジョナサン・ミロとカリー・マーニオンが監督、ニック・ダミチ、グレアム・レズニックが脚本を務めるアクション・スリラー映画『ブッシュウィック-武装都市-』の製作が発表された。ヒロインであるルーシー役にはジェーン・レヴィが起用されると報じられていた。9月9日にはデイヴ・バウティスタの出演が決定した。映画の内容について、彼が演じるスチュープとルーシーは正体不明の軍隊の襲撃から逃れるため、ブルックリン区の5ブロックを避難するというものになると発表された。11月4日にはレヴィに代わりブリタニー・スノウがルーシー役を演じることが発表された。音楽はエイソップ・ロックが担当する。12月初旬からニューヨーク・ブルックリン区で主要撮影が開始された。

## 評価
Rotten Tomatoesには64件のレビューが寄せられ支持率64%、平均評価5.3/10となっており、Metacriticでは24件のレビューが寄せられ44/100のスコアとなっている。
エンパイア誌のサイモン・クロックは映画を「政治的パンチのある素晴らしいB級映画」と称賛し、続編の製作を求めた。スラント誌のチャック・ボーウェンは「政治的基礎の清々しい感覚を持つジャンルの映画」と表現している。